# John Rathbone Oliver

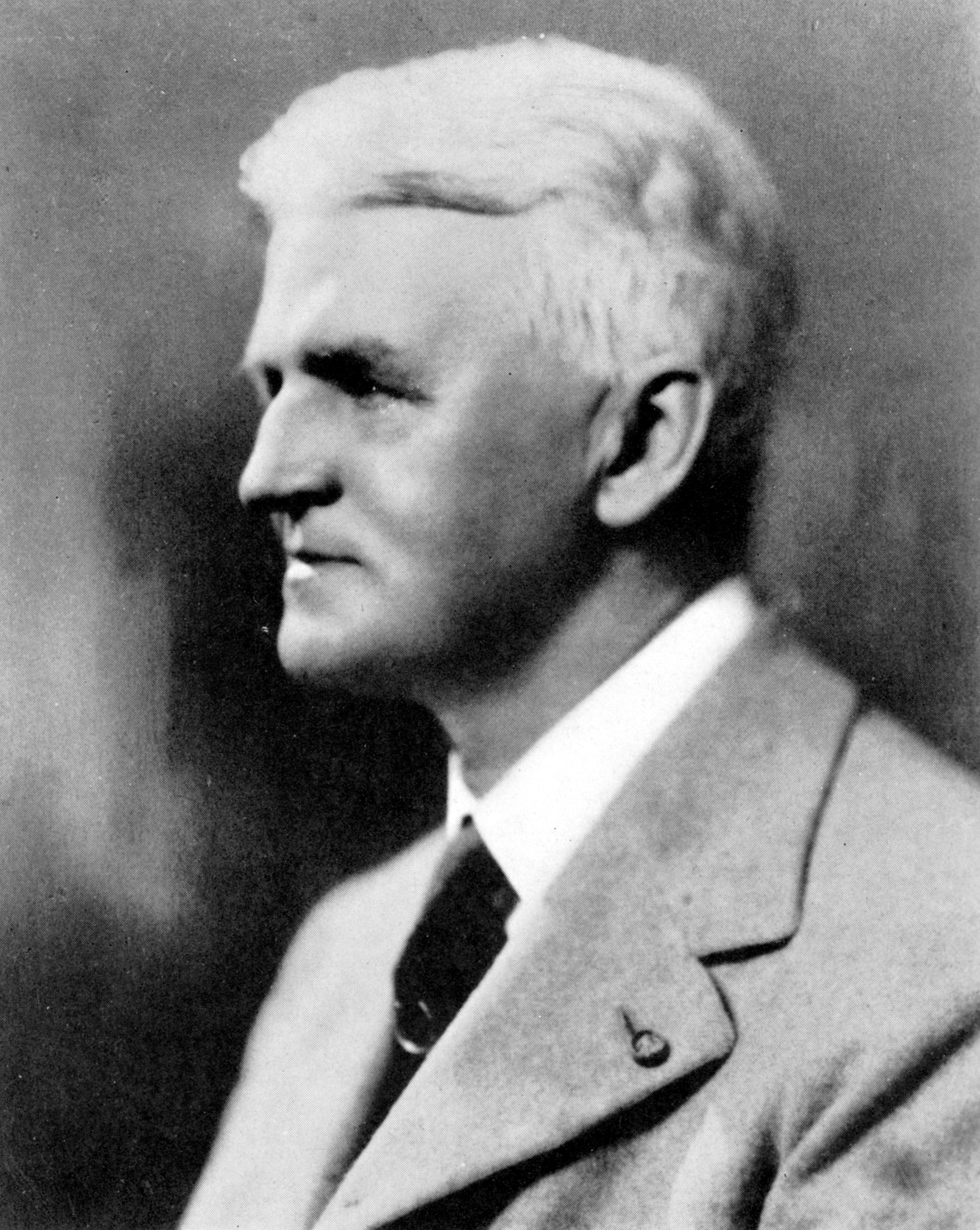
John Rathbone Oliver

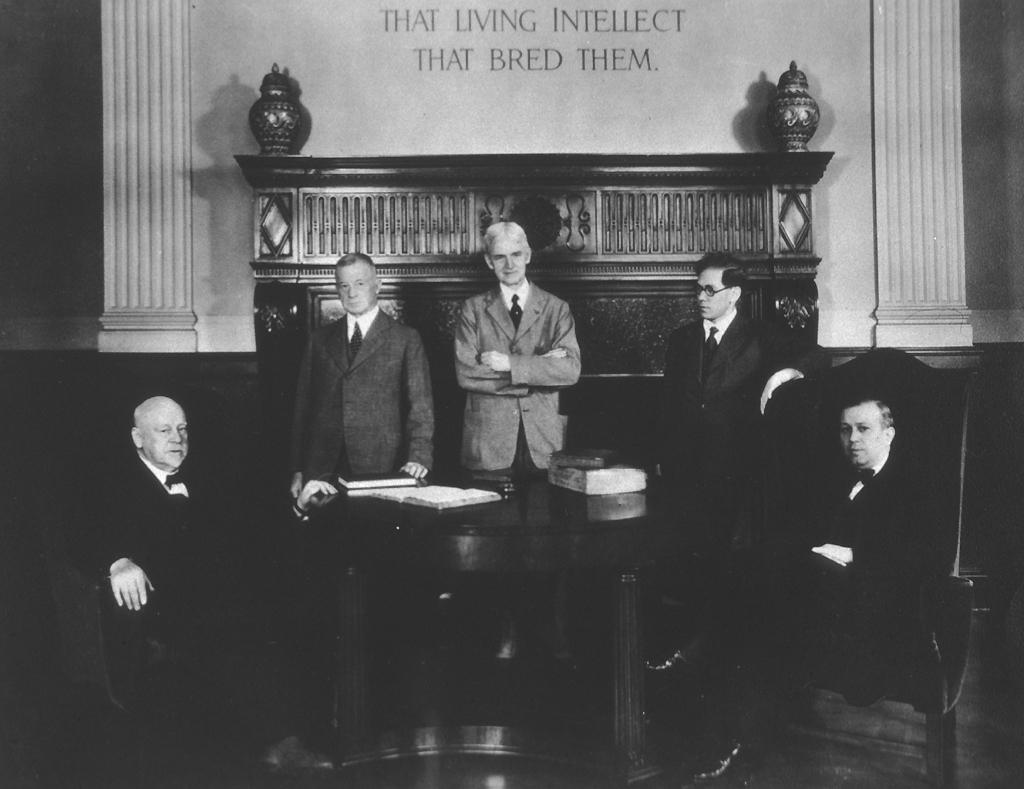
Von links nach rechts: William Henry Welch, Fielding Hudson Garrison, John Rathbone Oliver, Owsei Temkin, Henry E. Sigerist. Baltimore 1933

John Rathbone Oliver (* 4. Januar 1872 in Albany; † 21. Januar 1943 in Waverley, Massachusetts) war ein US-amerikanischer Psychiater, Medizinhistoriker und Geistlicher.

## Leben und Wirken
John Rathbone Oliver wurde als ältestes von vier Kindern des Brigade-Generals Robert Shaw Oliver (1847–1935) und dessen Ehefrau Marion Rathbone, Tochter des Generals John F. Rathbone, geboren. Seine Grundschulausbildung erhielt er in der «Albany Boy’s Academy». Mit 13 Jahren wechselte er auf die «St. Paul’s School» in Concord, New Hampshire. Diese Internats-Schule war mit der Episkopalkirche der Vereinigten Staaten von Amerika verbunden. Nach dem Schulabschluss konnte er in einem 18-monatigen Auslandsaufenthalt in Europa seine Sprachkenntnisse in Deutsch und Französisch verbessern. Anschließend studierte er ab 1890 in Harvard und schloss dort 1894 mit einem Master-Titel ab. Von 1894 bis 1896 war er Hilfslehrer in der «St. Paul’s School» und 1896 unternahm er zusammen mit einem seiner Schüler eine Weltreise. Danach trat er in das Union Theological Seminary in the City of New York ein, wo er 1900 seine Studien abschloss. Nach seiner Ordination ging er zu St. Mark’s in Philadelphia und er wurde 1903 Kurat von St. Peter’s in Albany. 
1904 zog er nach Innsbruck, studierte dort Medizin und schloss 1910 mit einem medizinischen Doktortitel ab. Von 1914 bis 1915 diente er als Chirurg in der österreichischen Armee. Nach einem Herzanfall verließ er die österreichische Armee und kehrte in die USA zurück. Er erholte sich schnell. 1917 bewarb er sich um eine Anstellung im Medizincorps der US-Armee. Er wurde zurückgewiesen.
Oliver kehrte zum Priestertum zurück und bildete sich im Johns Hopkins Hospital auf dem Gebiet der Psychiatrie insbesondere der Forensischen Psychiatrie fort. Von 1917 bis 1930 besetzte er den neu geschaffenen Posten eines Chefarztes am Obersten Gericht in Baltimore. An der Johns Hopkins University erlangte er 1927 einen Ph.D. Von 1927 bis 1938 war er Professor für Geschichte der Medizin an der School of Medicine der University of Maryland, von 1930 bis 1940 freier Mitarbeiter („Associate“) am Institut für Geschichte der Medizin der Johns Hopkins University.